# Martin Drescher (Politiker, 1888)
Martin Drescher (* 25. Juni 1888 in Raiding; † 5. November 1958 in Oberpullendorf) war ein österreichischer Landwirt und Politiker (Landbund/ÖVP). Er war Mitglied des Bundesrates und Abgeordneter zum Burgenländischen Landtag.

## Leben
Martin Drescher wurde als Sohn des Landwirts Franz Drescher aus Raiding geboren. Er besuchte die Volksschule und war in der Folge als Landwirt tätig. Nach dem Kriegsausbruch 1914 kämpfte an der russischen Front und kam schließlich 1917 nach Hause, wo er noch im selben Jahr den väterlichen Bauernhof übernahm.
Drescher war verheiratet und Vater von 4 Kindern.
Drescher wurde nach seinem Tod auf dem Friedhof von Raiding bestattet.

## Politik
Schon 1918 engagierte sich Drescher in bäuerlichen Fragen, wurde ein bekannter „Bauernführer“, was ihm 1919 während der Räterepublik in Ungarn schließlich sogar wochenlange Geiselhaft eintrug. Drescher war 1924 Bezirksobmann des Bauernbundes/Landbundes und wurde in der Folge in den Landesparteivorstand des Landbundes gewählt. Drescher war zudem von 1926 bis 1927 sowie 1928 Obmann-Stellvertreter im Landbund. Drescher war zwischen dem 5. Dezember 1930 und dem 31. Oktober 1934 Abgeordneter zum Burgenländischen Landtag und gehörte zwischen dem 29. April 1925 und dem 20. Mai 1927 dem Bundesrat an, nachdem er für Alfred Walheim nachgerückt war. Nach Angaben des Gendarmeriepostens Großwarasdorf soll Martin Drescher Mitglied der NSDAP gewesen sein, wobei es sich laut dem Historiker Michael Wladika um die Angabe eines Denunzianten handelte. 1945 erklärte Drescher, dass es im Burgenland keinen Landbund mehr geben werde und wurde Mitglied der ÖVP. Von 1945 bis 1946 das Amt des Bürgermeisters von Raiding inne, war gleichzeitig der Feuerwehrkommandant und war vom 19. Dezember 1945 bis zum 8. November 1949 Abgeordneter zum Nationalrat. Danach war er vom 6. Dezember 1949 bis zum 22. Juni 1956 erneut Mitglied des Bundesrates.

## Auszeichnungen
- 1955: Großes Ehrenzeichen für Verdienste um die Republik Österreich[2]